# Canthon punctatus
Canthon punctatus là một loài bọ cánh cứng trong họ Bọ hung (Scarabaeidae).